# Oskar Negt
Oskar Negt (Kapkeim, 1 de agosto de 1934-2 de febrero de 2024) fue un filósofo y sociólogo alemán.
Nacido en la ciudad de Kapkeim, situada en Prusia oriental y cercana a Königsberg, estudió Derecho y filosofía en Gotinga. También cursó estudios de sociología en la universidad de Frankfurt am Main, donde se doctoró bajo la dirección de Theodor Adorno con una tesis sobre la oposición entre los métodos dialéctico y positivista en las obras de Georg Wilhelm Friedrich Hegel y Auguste Comte. Trabajó como asistente de Jürgen Habermas, pero se opuso al concepto habermasiano de esfera pública burguesa y propuso en su lugar un retorno a las fuentes de la teoría crítica para fundamentar la noción de espacio público oposicional. En 1970, fue designado para ocupar la cátedra de sociología en la Universidad de Hannover, donde dirigió el Instituto de Sociología hasta 2003. 
Su pensamiento y su obra se nutren de experiencias prácticas significativas. En la ciudad de Hannover, fue principalmente conocido como cofundador de la Glockseeschule, una de las pocas escuelas alternativas que surgieron en Alemania Occidental. Políticamente próximo a los sindicatos, fundó el departamento de formación obrera del sindicato metalúrgico IG Metall. 

## Biografía
Oskar Negt fue uno de los portavoces de la llamada generación 68 y uno de los ideólogos del SDS (Sozialistischer Deutscher Studentenbund). Entre 1962 a 1970, fue asistente de Jürgen Habermas en las Universidades de Heidelberg y Frankfurt. Habermas abrazó el giro a la derecha del SPD, que se hizo público en junio de 1967 cuando acusó al portavoz del SDS, Rudi Dutschke, en un congreso en Hannover, llamándole públicamente "fascista de izquierdas". A pesar de su disculpa personal, un grupo de académicos en torno a Oskar Negt publicó entonces una obra colectiva en apoyo de la SDS, titulada La respuesta de la izquierda a Jürgen Habermas, una obra que reunía a destacados nombres de la intelectualidad.
A principios de los años 60, Oskar Negt estaba estrechamente vinculado a los sindicatos. Para la tarea de formación que ejercía en ellos, escribió Imaginación sociológica y enseñanza ejemplar. Para una teoría de la educación proletaria (1964), uno de sus textos más influyentes. Durante el debate en torno a la semana laboral de 35 horas, durante los años 80, publicó el escrito Trabajo vivo, tiempo muerto. Dimensiones políticas y culturales de la lucha en torno al tiempo de trabajo, en el que defiende el potencial de utopía presente en la superación de la jornada laboral de 8 horas y la semana laboral de 40 horas. Escribe diversos ensayos en colaboración con el escritor Alexander Kluge. Es también el autor de unos cuarenta libros sobre filosofía, sociología o política, que han sido traducidos en numerosas lenguas. Su obra mayor, escrito en colaboración con Kluge, es el titulado "Historia y subjetividad rebelde" (Geschichte und Eigensinn), y ocupa más de un millar de páginas. En ella, Negt replica simultáneamente a los postulados de Georg Lukács en "Historia y conciencia de clase", a la "Teoría de la acción comunicativa" de Habermas y al "Anti-Edipo" de Félix Guattari y Gilles Deleuze. Su análisis sobre los regímenes este-europeos y la predicción de su inevitable hundimiento convirtieron la obra en una referencia tras la caída del muro de Berlín.

## Obras (selección)

### Libros
- Strukturbeziehungen zwischen den Gesellschaftslehren Comtes und Hegels. (Relaciones estructurales entre las doctrinas sociales de Comte y Hegel) Frankfurt am Main 1964.
- Soziologische Phantasie und exemplarisches Lernen. Zur Theorie der Arbeiterbildung. (Imaginación sociológica y enseñanza ejemplar. Para una teoría de la educación proletaria) Frankfurt am Main 1968.
- (Ed.): Die Linke antwortet Jürgen Habermas (La izquierda responde a Jürgen Habermas). Frankfurt am Main 1968.
- Politik als Protest. Reden und Aufsätze zur antiautoritären Bewegung (Política como protesta. Discursos y artículos para un movimiento antiautoritario). Frankfurt am Main, 1971.
- (con Alexander Kluge): Öffentlichkeit und Erfahrung. Zur Organisationsanalyse von bürgerlicher und proletarischer Öffentlichkeit. (Esfera pública y experiencia. Para un análisis de la organización de la esfera pública burguesa y proletaria). Frankfurt am Main, 1972.
- Keine Demokratie ohne Sozialismus. Über den Zusammenhang von Politik, Geschichte und Moral. (Sin socialismo, no hay democracia. Sobre la conexión entre política, historia y moral) Frankfurt am Main 1976.
- (con Alexander Kluge): Geschichte und Eigensinn. Geschichtliche Organisation der Arbeitsvermögen -- Deutschland als Produktionsöffentlichkeit -- Gewalt des Zusammenhangs (Historia y sentido. Organización histórica de la fuerza de trabajo). Frankfurt am Main, 1981.
- Lebendige Arbeit, enteignete Zeit. Politische und kulturelle Dimensionen des Kampfes um die Arbeitszeit (Trabajo vivo, tiempo muerto. Dimensiones políticas y culturales de la lucha en torno al tiempo de trabajo). Frankfurt am Main/Nueva York, 1984.
- Modernisierung im Zeichen des Drachen. China und der europäische Mythos der Moderne. Reisetagebuch und Gedankenexperimente. (Modernización bajo el signo del dragón. China y el mito europeo de la modernidad. Diario de viaje y pensamiento). Frankfurt am Main, 1988.
- Die Herausforderung der Gewerkschaften. Plädoyers für die Erweiterung ihres politischen und kulturellen Mandats (El desafío de los sindicatos. Por una ampliación de su mandato político y cultural) Frankfurt am Main/Nueva York, 1989.
- Kältestrom (Corriente helada). Gotinga, 1994. ISBN 3-88243-358-2.
- Unbotmäßige Zeitgenossen. Annäherungen und Erinnerungen (Contemporáneos insubordinados. Aproximaciones y recuerdos). Frankfurt am Main, 1994.
- Achtundsechzig. Politische Intellektuelle und die Macht (1968: Intelectuales y poder). Gotinga, 1995.
- Kindheit und Schule in einer Welt der Umbrüche (Infancia y escuela en un mundo en ebullición). Gotinga, 1997.
- (con Hans Werner Dannowski): Königsberg - Kaliningrad. Reise in die Stadt Kants und Hamanns (Königsberg, Kaliningrado. Viaje a la ciudad de Kant y Hamam). Gotinga, 1998.
- Warum SPD? 7 Argumente für einen nachhaltigen Macht- und Politikwechsel (¿Por qué el SPD? 7 argumentos para una alternancia política duradera). Gotinga, 1998.
- (con Alexander Kluge): Der unterschätzte Mensch (El hombre subestimado). Frankfurt am Main, 2001.
- Arbeit und menschliche (Trabajo y dignidad humana). Gotinga, 2001. ISBN 3-88243-786-3.
- Kant und Marx. Ein Epochengespräch (Kant y Marx. Un diálogo de época). Gotinga, 2003.
- Wozu noch Gewerkschaften? Eine Streitschrift (Sindicatos, ¿para qué? Un debate). Steidl Verlag, 2004. ISBN 3-86521-165-8[4]

### Artículos en prensa
- Menschenwürde und Arbeit. En: Betrifft JUSTIZ nº. 85, 2006. (formato PDF, 486 kB)
- Gewerkschaften - wohin?. En: HLZ (Mitgliederzeitschrift der GEW Hessen) vom 9. Octubre de 2007.
- Demokratie als Lebensform. Mein Achtundsechzig. En: Politik und Zeitgeschichte, 31. Marzo de 2008.

### Artículos en revistas
- Ironie der Geschichte oder: Der Kaiser ist nackt. Über alte und neue Kleider, den Kapitalismus, die Globalisierung und die Notwendigkeit der Solidarität. In: Frankfurter Rundschau, 4. Julio de 1998.
- Die Aufdringlichkeit der Sinne. Vom machtgeschützten Verlust der gesellschaftlichen Sehkraft. En: Frankfurter Rundschau, 28. Junio de 2000.
- Der gute Bürger ist derjenige, der Mut und Eigensinn bewahrt. Reflexionen über das Verhältnis von Demokratie, Bildung und Tugenden. En: Frankfurter Rundschau, 16. Septiembre de 2002.

### Entrevistas
- Bildung: «Unwissen marginalisiert» Archivado el 9 de noviembre de 2008 en Wayback Machine.. Conversaciones con Urs Hafner. En: Die Wochenzeitung, 8. Enero de 2004.
- "Die Gewerkschaft braucht eine Idee". Conversaciones con Robert Misik. En: taz, 24. Mayo de 2006.
- „Demokratie muss gelernt werden“. Conversaciones con Helga Haas-Rietschel. En: Erziehung und Wissenschaft 7-8/2008, p. 12.
- Der Maulwurf kennt kein System. Interview mit Oskar Negt (formato PDF, 192 kB)